# Jonathan Guatibonza
Guatibonza  Becerra est un nom espagnol. Le premier nom de famille, en général paternel, est Guatibonza ; le second, en général maternel, souvent omis, est Becerra.
Jonathan Guatibonza Becerra, né le 1er juin 2004 à Paipa, est un coureur cycliste colombien.

## Biographie
Jonathan Guatibonza est originaire de Paipa, une commune située dans le département de Boyacá. Il commence le cyclisme à l'âge de huit ans lorsque son père l'inscrit sur sa première course. Dans un premier temps, il se consacre au BMX. Il délaisse toutefois cette discipline vers ses treize ans pour privilégier les compétitions sur route,. 
En 2019, il s'impose sur une étape de la Vuelta del Futuro, réservée aux participants cadets (moins de 17 ans). Deux ans plus tard, il triomphe sur une étape de la Vuelta del Porvenir, disputée par des cyclistes juniors (moins de 19 ans). Il est également sélectionné en équipe nationale pour participer aux championnats du monde juniors. 
En 2022, il remporte une étape Clásica de Rionegro Juniors ainsi qu'une course italienne à Castel d'Ario. Il intègre ensuite l'équipe continentale GW Shimano-Sidermec en 2023 pour ses débuts espoirs (moins de 23 ans). Bon sprinteur, il s'illustre rapidement en obtenant de nouvelles victoires. Il remporte notamment une étape au Tour du Táchira et au Tour de Colombie, devant Miguel Ángel López. 

## Palmarès et résultats

### Palmarès par année
- 2019
  - 1re étape de la Vuelta del Futuro
- 2021
  - 5e étape de la Vuelta del Porvenir
- 2022
  - 4e étape de la Clásica de Rionegro Juniors
  - Gran Premio DMT
- 2023
  - 3e étape du Tour du Táchira
  - 4e étape de la Clásica de Rionegro
  - 4e étape de la Vuelta a Cundinamarca
  - 3e étape du Tour de Colombie
  - 2e étape de la Vuelta al Magdalena
- 2025
  -  Champion panaméricain sur route espoirs
  - 1re étape de la Jamaica International Cycling Classic
  - Prologue et 1re étape de la Vuelta al Valle del Cauca

### Classements mondiaux
| Année                                 | 2023  | 2024  |
| ------------------------------------- | ----- | ----- |
| Classement mondial                    | 1876e | 1745e |
| UCI America Tour                      | 302e  | nc    |
|                                       |       |       |
| Légende : nc = non classéSource : UCI |       |       |